# Macynia mcgregororum
Macynia mcgregororum är en insektsart som beskrevs av Brock 2006. Macynia mcgregororum ingår i släktet Macynia och familjen Bacillidae. Inga underarter finns listade i Catalogue of Life.